# صوت فان
إذاعة صوت فان بالأرمنية Վանայ Ձայն (وتلفظ ڤانا تساين) هي اذاعة لبنانية تبث باللغة الأرمنية من بيروت مع بعض البرامج بالعربية والإنجليزية والفرنسية.

## موجاتها
- تبث في لبنان على الموجتين 94.7 أف أم و  95.0 أف أم.

## وصلات خارجية
- الموقع الرسمي